# Parasynegia
Parasynegia là một chi bướm đêm thuộc họ Geometridae.